# Ethelsville
Ethelsville es un pueblo ubicado en el condado de Pickens en el estado estadounidense de Alabama. En el censo de 2000, su población era de 81. 

## Demografía
En el 2000 la renta per cápita promedia del hogar era de $ 29.375$ , y el ingreso promedio para una familia era de 43.125$. El ingreso per cápita para la localidad era de 15.341$. Los hombres tenían un ingreso per cápita de 24.063$ contra 31.500$ para las mujeres.

## Geografía
Ethelsville está situado en 33°24′49″N 88°12′56″O / 33.41361, -88.21556 (33.413563, -88.215516).
Según la Oficina del Censo de los EE. UU., la ciudad tiene un área total de 0.57 millas cuadradas (1.46 km ²).